# امیت جی. رایس
امیت جی. رایس (انگلیسی: Emmett J. Rice؛ ۲۱ دسامبر ۱۹۱۹ – ۱۰ مارس ۲۰۱۱) یک اقتصاددان اهل ایالات متحده آمریکا بود.